# Верью (приток Велвы)
Верью, Вырья — река в России, протекает по Кудымкарскому району Пермского края. Устье реки находится в 184 км от устья Велвы по левому берегу. Длина реки составляет 21 км.
Исток реки на Верхнекамской возвышенности на границе с Усольским районом в 14 км к северу от села Каменка. Исток находится на водоразделе бассейна Иньвы с бассейнами Уролки и Косы. Река в верховьях течёт на северо-запад, затем поворачивает на юг. Всё течение проходит по ненаселённому лесу. Впадает в Велву выше села Каменка.

## Данные водного реестра
По данным государственного водного реестра России относится к Камскому бассейновому округу, водохозяйственный участок реки — Кама от города Березники до Камского гидроузла, без реки Косьва (от истока до Широковского гидроузла), Чусовая и Сылва, речной подбассейн реки — бассейны притоков Камы до впадения Белой. Речной бассейн реки — Кама.
Код объекта в государственном водном реестре — 10010100912111100008120.